# جيوفاني باتيستا بيكاريا
جيوفاني باتيستا بيكاريا (بالإيطالية: Giovanni Battista Beccaria)‏ (و. 1716 – 1781 م) هو فيزيائي، وأستاذ جامعي ولد في موندوفي .
وكان عضواً في الجمعية الملكية .
توفي في تورينو ، عن عمر يناهز 65 عاماً.

## مناصب وهيئات
أدار جامعة باليرمو.

## جوائز
حصل على جوائز منها:
- زمالة الجمعية الملكية.

## روابط خارجية
- جيوفاني باتيستا بيكاريا على موقع الموسوعة البريطانية (الإنجليزية)